# Gymnofobi
Gymnofobi (grek. gymnós, 'naken' och phobía, 'rädsla') betecknar en sjuklig och irrationell upplevd skräck för egen och/eller andras nakenhet. Personer med gymnofobi upplever ångest även om de inser att deras rädsla är irrationell. Denna fruktan kan bero på en allmän oro för sexualitet eller på upplevelsen att vara fysiskt otillräcklig, eller på att nakenheten upplevs utlämnande och oskyddad.

## Egen nakenhet
Vissa personer med gymnofobi fruktar endast att vara offentligt naken i exempelvis allmänna omklädningsrum och duschar. Andra upplever även obehag att vara naken tillsammans med sin partner, eller till och med vid avskild ensamhet. Några får därför omöjligt att delta i sexuell samvaro och kan utveckla en rädsla för sexualitet på grund av sin gymnofobi. I ovanliga fall kan gymnofobi leda till rädsla för att bada eller duscha.

## Andras nakenhet
Oberoende av känslan inför den egna nakenheten kan vissa personer ha en gymnofobi som innebär att man fruktar andras nakenhet.

## Orsaker
Orsakerna till gymnofobi är ofta oklara och kan variera. Det kan vara händelser i barndomen, där nakenhet förknippats med ett känslomässigt eller sexuellt trauma ge ökad risk. Unga människor som kroppsligt utvecklas tidigare eller senare än sina jämnåriga kan ha ökad risk, liksom de som är missnöjda med sin kropp eller har body dysmorphic disorder. I kulturer där nakenhet är starkt sexualiserad har risken för gymnofobi ansetts vara högre.
Fobi-mottagningar har behandling för gymnofobi.

## Övrigt
Gymnofobi har förknippats med det fiktiva tillståndet "never-nude" som förekommer i komediserien Arrested Development.